# Refracció

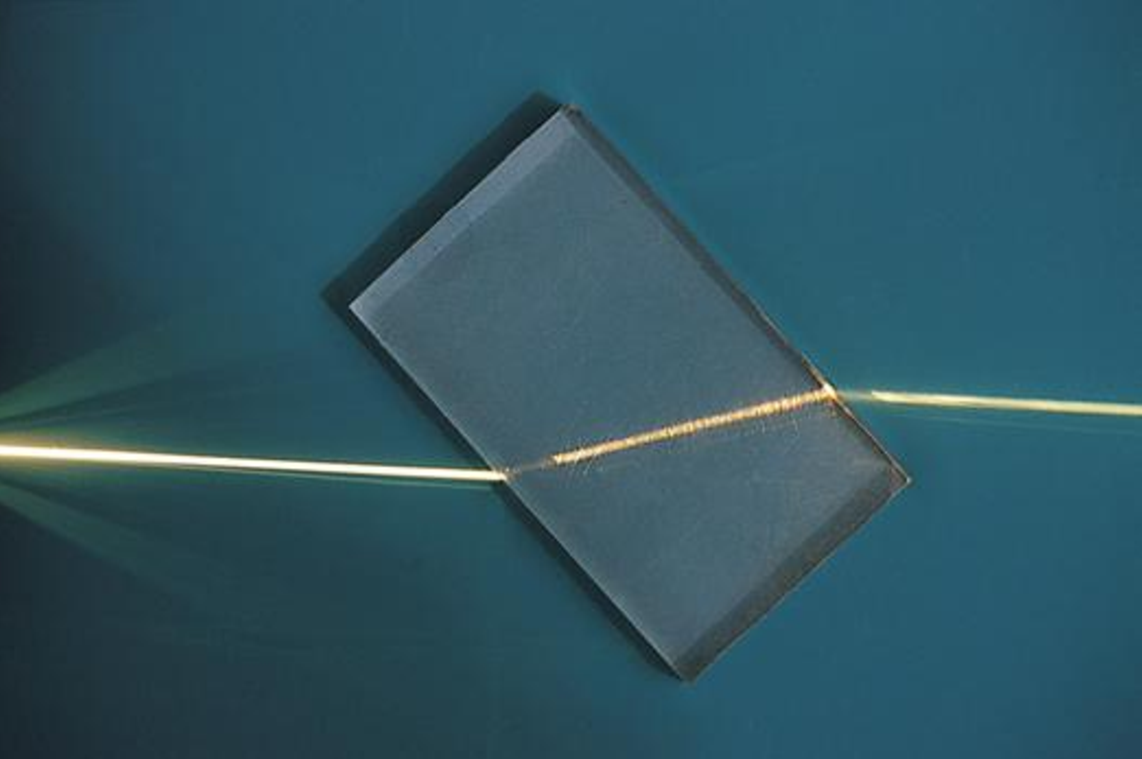
Dues refraccions d'un raig de la llum en canviar de medi de propagació.

La refracció és un fenomen pel qual una ona que es propaga en un medi material a una certa velocitat passa a propagar-se a una velocitat de valor i direcció diferents quan entra dins d'un altre medi.
El mot «refracció» prové del baix llatí refractio, -ōnis ‘retorn, inversió’.

## Refracció de la llum
La refracció és el procés pel qual, quan una ona de llum incideix sobre la superfície de separació entre dos medis, una part de la seva energia es transmet al segon medi canviant-ne la direcció de propagació. L'altra part de l'energia es reflecteix.

Dependència dels coeficients de reflexió i de transmissió amb l'angle d'incidència. En el vidre, per a angles superiors a uns 80° predomina la reflexió.

### Coeficient de reflexió i coeficient de transmissió
El coeficient de reflexió, simbolitzat per {\displaystyle R}, és el quocient entre l'amplitud d'una ona reflectida i la de l'ona incident quan es produeix una reflexió de la llum en una superfície que separa dos medis d'índex de refracció diferent (materials transparents diferents). Si els dos medis són dielèctrics, l'expressió matemàtica que permet calcular el coeficient de reflexió s'obté per les fórmules de Fresnel, degudes al físic francès Augustin Jean Fresnel (1788-1827).
Per altra banda, el coeficient de transmissió, simbolitzat per {\displaystyle T}, és el quocient entre l'amplitud d'una ona transmesa i la de l'ona incident quan es produeix una refracció de la llum en una superfície que separa dos medis d'índex de refracció diferent. Si els dos medis són dielèctrics, també s'obté amb les fórmules de Fresnel.
Es compleix que:
{\displaystyle R+T=1}

### Índex de refracció

El fet que els índexs de refracció variïn amb la longitud d'ona de la llum permet dispersar la llum blanca emprant prismes òptics.

L'índex de refracció és un nombre adimensional, simbolitzat per {\displaystyle n}, i característic dels medis transparents. Per a un medi i una determinada longitud d'ona, hom el defineix com el quocient entre la velocitat de la llum en el buit {\displaystyle c_{0}} i la seva velocitat {\displaystyle c} en el medi, és a dir:
{\displaystyle n={\frac {c_{0}}{c}}}
Alguns valors típics de l'índex de refracció per a la llum groga (amb una longitud d'ona de 589 nanòmetres o 589 × 10–9 metres) són els següents: aire, 1,0003; aigua, 1,333; vidre crown, 1,517; vidre flint dens, 1,655; i diamant, 2,417. La variació de l'índex de refracció amb la longitud d'ona és la causa de l'aberració cromàtica en les lents.
L'índex de refracció per als raigs X és lleugerament inferior a 1,0, fet que implica que un raig X que penetra en una peça de vidre provinent de l'aire es desviarà allunyant-se de la normal, a diferència d'un raig de llum visible, el qual es desvia apropant-se a la normal. L'equació {\displaystyle n=c_{0}/c} indica correctament en aquest cas que la velocitat dels raigs X en el vidre i en altres materials és superior a la seva velocitat en el buit.

Il·lustració de l'equació de Cauchy en l'exemple d'un vidre de borosilicat (BK7). Els punts indiquen els valors experimentals, la línia blava mostra l'equació de Cauchy per a reproduir correctament les dades experimentals en l'espectre visible. L'equació de Sellmeier, els punts verds, proporciona una bona descripció en l'infraroig

Els índexs de refracció depenen de la longitud d'ona {\displaystyle \lambda } de la llum, en general a major longitud d'ona menor és l'índex de refracció. S'han proposat diverses fórmules empíriques que relacionen l'índex de refracció amb la longitud d'ona de la llum incident. Per a la llum visible s'empra l'equació de Cauchy, publicada en 1830 pel matemàtic francès Augustin Louis Cauchy, on {\displaystyle A}, {\displaystyle B} i {\displaystyle C} són coeficients que depenen de cada material i que s'han de determinar de forma empírica:
{\displaystyle n=A+{\frac {B}{\lambda ^{2}}}+{\frac {C}{\lambda ^{4}}}}
Una altra relació empírica és la de Sellmeier, proposada el 1872 pel físic alemany Wolfgang Sellmeier, que dona millors resultats que la de Cauchy a la zona d'infraroig:
{\displaystyle n=1+{\frac {A_{1}\lambda ^{2}}{\lambda ^{2}-\lambda _{1}^{2}}}+{\frac {A_{2}\lambda ^{2}}{\lambda ^{2}-\lambda _{2}^{2}}}+{\frac {A_{3}\lambda ^{2}}{\lambda ^{2}-\lambda _{3}^{2}}}}
on {\displaystyle A_{1}}, {\displaystyle A_{2}}, {\displaystyle A_{3}}, {\displaystyle \lambda _{1}}, {\displaystyle \lambda _{2}} i {\displaystyle \lambda _{3}} són coeficients experimentals.

### Llei de Snell

La relació entre la direcció del raig incident i la del raig refractat es pot obtenir mitjançant la llei de Snell: si {\displaystyle n_{1}} i {\displaystyle n_{2}} són els índexs de refracció dels dos medis i si {\displaystyle \theta _{1}} i {\displaystyle \theta _{2}} són els angles que formen el raig incident i el refractat respecte a una línia perpendicular (normal) a la superfície, es compleix que

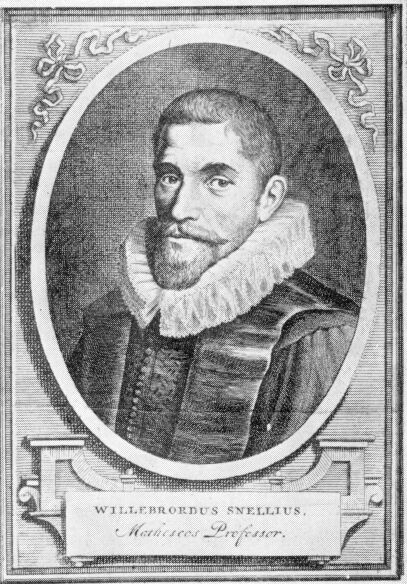
Willebrord Snel van Royen.

Aquest resultat fou descobert experimentalment pel científic neerlandès Willebrord Snel van Royen (1580-1626) el 1621 i, per aquesta raó, es coneix com a llei de Snell; des d'un punt de vista més fonamental, es pot deduir a partir del principi de Fermat.
A partir de l'equació anterior, l'angle de desviació {\displaystyle \theta _{2}} es pot obtenir com:
i amb aquesta expressió resulta interessant estudiar els dos casos possibles: {\displaystyle n_{1}<n_{2}} (per exemple llum que passa d'aire a aigua) i {\displaystyle n_{1}>n_{2}} (per exemple llum que passa de vidre a aigua). En el primer cas l'angle de desviació {\displaystyle \theta _{2}} sempre serà més petit que l'angle d'incidència. En el segon cas l'angle de desviació és sempre superior al d'incidència; en aquest cas, quan l'angle de refracció arriba a 90° es produeix el fenomen de la reflexió total interna, de manera que deixa d'haver-hi refracció i tota la llum és reflectida. L'angle d'incidència per al qual l'angle de refracció és de 90° s'anomena angle crític o angle límit {\displaystyle \theta _{c}} i es pot trobar fàcilment el seu valor tenint en compte que sin 90° = 1, de manera que:
Per a una interfície vidre-aigua, per exemple, l'angle crític és de 48,7°, de manera que qualsevol raig que passi d'aigua a aire i el seu angle d'incidència superi aquest valor, serà reflectit totalment.

Refracció de la llum en la interfície entre dos medis.

## Refracció del so

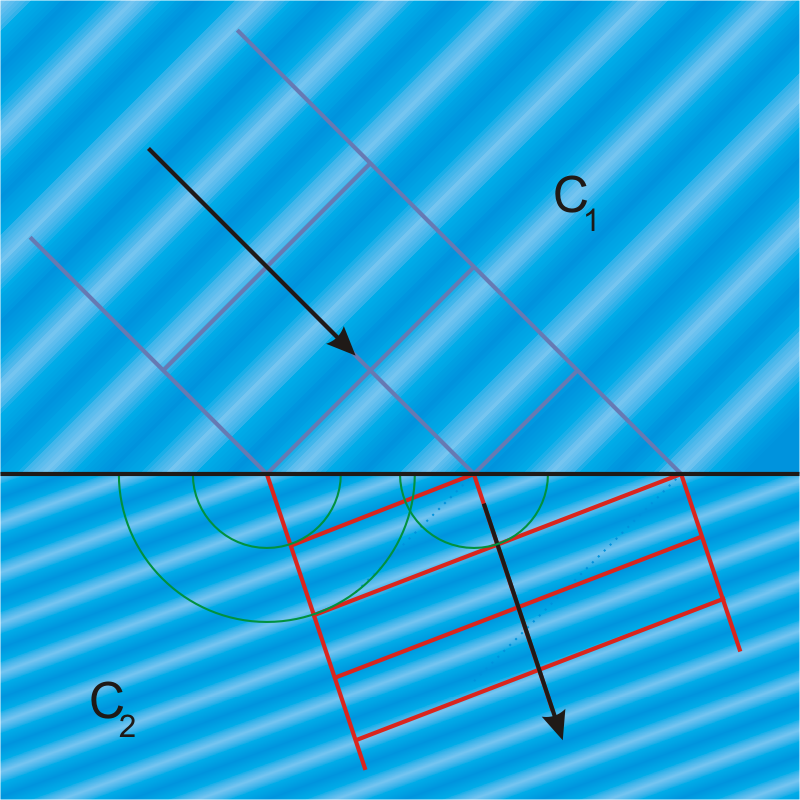
C_{1}, és el so incident; C_{2}, el refractat

És la desviació que sofreixen les ones sonores en la direcció de la seua propagació, quan el so passa d'un medi a un altre diferent. La refracció es deu al fet que en canviar de medi, canvia la velocitat de propagació del so.

La refracció també pot produir-se dins d'un mateix medi, quan les característiques d'aquest no són homogenis, per exemple, quan d'un punt a un altre d'un medi augmenta o disminueix la temperatura. Per exemple, sobre una superfície nevada, el so és capaç de desplaçar-se travessant grans distàncies. Açò és possible gràcies a les refraccions produïdes davall la neu, que no és medi uniforme. Cada capa de neu té una temperatura diferent. Les més profundes, on no arriba el sol, estan més fies que les superficials. En aquestes capes més fredes pròximes al sòl, el so es propaga amb menor velocitat.

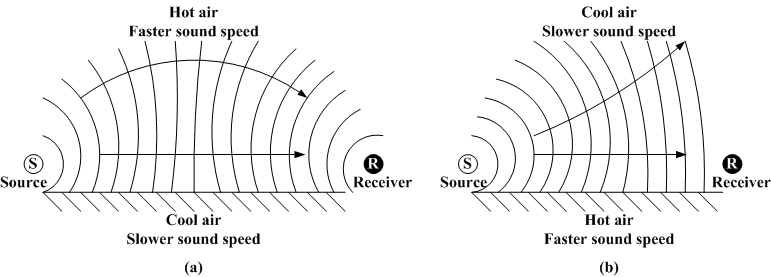
Trajectòria del so per refracció en capes d'aire de diferents temperatures. A l'esquerra un cas d'inversió tèrmica, la temperatura augmenta amb l'altitud i el so es refracta cap en terra. A la dreta en un cas de gradient adiabàtic. En aquest cas la temperatura disminueix amb l'altura i el so es perd cap amunt.

Una refracció important del so és originada pel gradient tèrmic natural de l'atmosfera. En condicions normals, el Sol escalfa la Terra i la Terra escalfa l'aire adjacent. L'aire escalfat posteriorment es refreda a mesura que ascendeix, generant un gradient en el qual la temperatura atmosfèrica decreix amb l'altitud segons una quantitat coneguda com a gradient adiabàtic. Atès que les ones sonores es propaguen a major velocitat en aire càlid, viatgen més ràpidament prop de la superfície terrestre. Aquesta major celeritat del so en l'aire escalfat pròxim al terra crea fronts d'ona elementals de Huygens que també s'expandeixen més ràpidament prop del terra. Com que una ona sonora es propaga en una direcció perpendicular al front d'ona format per tots els fronts d'ona elementals de Huygens, el so, sota aquestes condicions, tendeix a refractar-se cap amunt i a "perdre's". El so del tro generat per un llamp pot refractar-se cap amunt amb tanta intensitat que es crea una regió d'ombra en la qual el llamp pot ser observat però el tro no pot ser percebut. Això ocorre típicament a una distància horitzontal d'aproximadament 22,5 quilòmetres d'un llamp situat a uns 4 quilòmetres d'altitud.
Durant la nit o en períodes de densa cobertura nuvolosa, es produeix una inversio tèrmica; la temperatura de l'aire augmenta amb l'altitud, i les ones sonores es refracten de nou cap a la superfície terrestre. La inversió tèrmica és la raó per la qual els sons poden ser percebuts amb molta més claredat a grans distàncies durant la nit que durant el dia, un efecte sovint atribuït incorrectament al resultat psicològic de la quietud nocturna. L'efecte s'intensifica si el so es propaga sobre l'aigua, permetent que el so sigui percebut amb una claredat notable a grans distàncies.

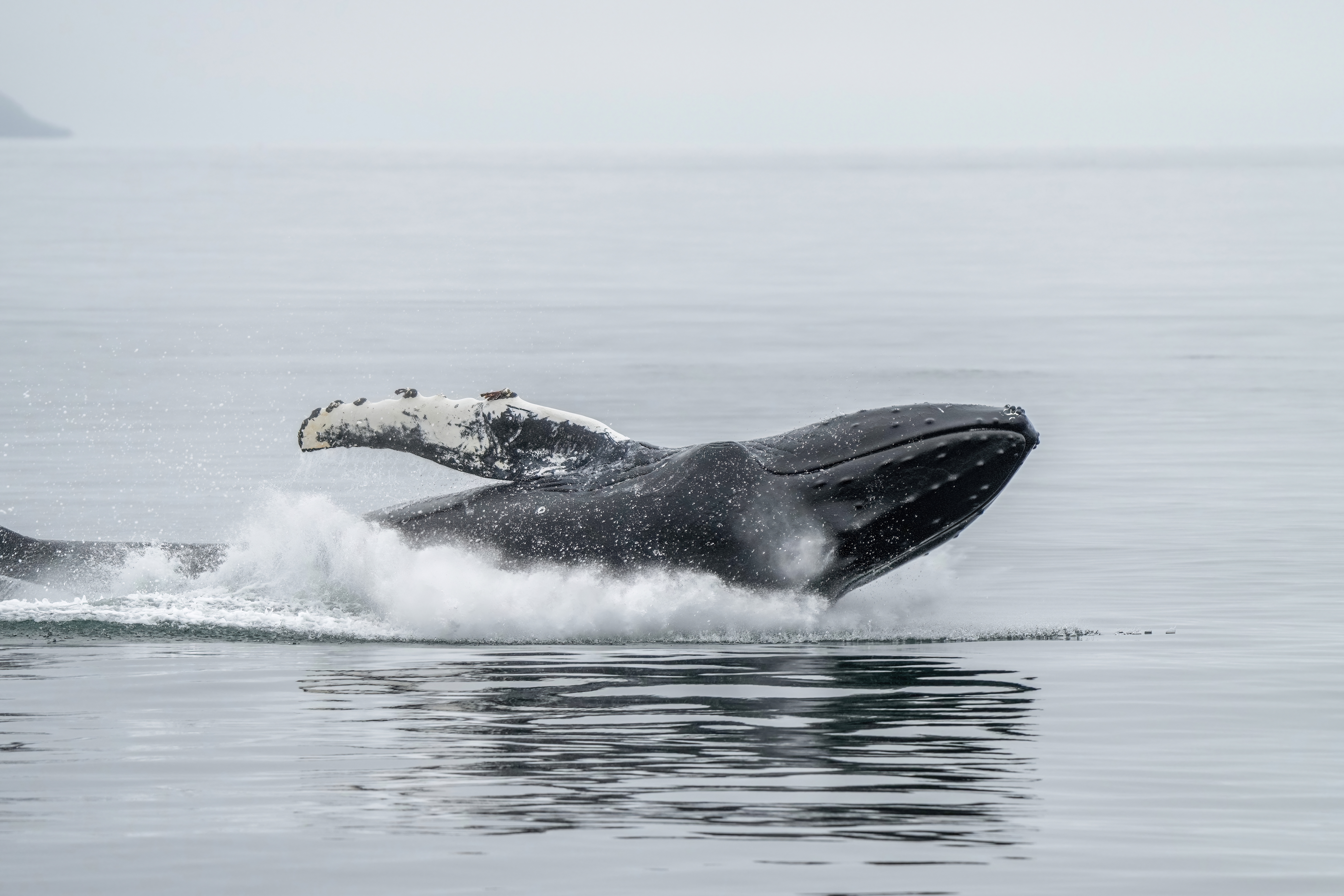
Les balenes poden comunicar-se entre elles a gran distància gràcies a la refracció del so dins l'oceà.

La refracció també és observable en dies ventosos. El vent, que es mou més ràpidament a altituds superiors, causa una variació en la celeritat efectiva del so amb la distància per sobre del terra. Quan es parla a favor del vent, l'ona sonora es refracta de nou cap a la superfície terrestre, i la veu és capaç d'arribar més lluny que en un dia sense vent. No obstant això, quan es parla en contra del vent, l'ona sonora es refracta cap amunt, allunyant-se del terra, i la veu es perd.
Un altre exemple de refracció sonora ocorre a l'oceà. En circumstàncies normals, la temperatura de l'oceà disminueix amb la profunditat, resultant en una refracció descendent d'una ona sonora originada sota l'aigua, justament l'oposat a l'efecte d'ombra en l'aire descrit anteriorment. Molts biòlegs marins creuen que aquesta refracció intensifica la propagació dels sons dels mamífers marins com els dofins i les balenes, permetent-los comunicar-se entre si a distàncies enormes. Per a vaixells com els submarins localitzats prop de la superfície de l'aigua, aquesta refracció crea regions d'ombra, limitant la seva capacitat per a localitzar embarcacions distants.

## Aplicacions

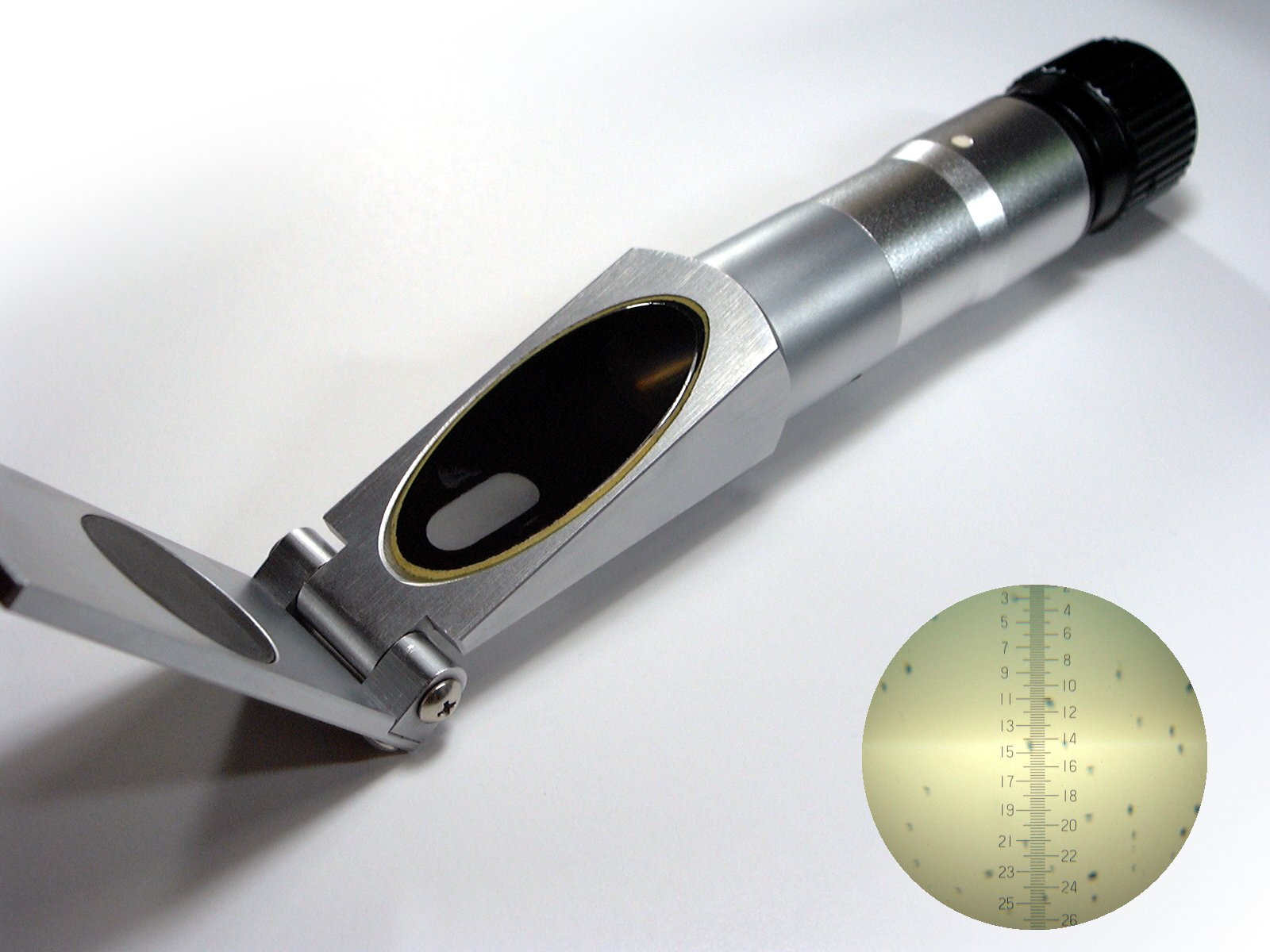
Refractòmetre portàtil utilitzat per mesurar el contingut de sucre (graus Brix) de sucs de fruites i de mel. La imatge inclou una visió a través de l'ocular de l'instrument d'una petita gota de suc de taronja sobre el prisma de mesura per fer la foto.

L'índex de refracció de la llum s'utilitza en una tècnica analítica anamoneda refractometria, per exemple, en l'elaboració de vins, sucs de fruites, mel, oli i d'altres líquids. Els enòlegs fan servir un refractòmetre que mesura l'índex de refracció per determinar concentracions de sucre en el suc de raïm abans de convertir-se en vi, perquè el sucre que contingui el suc determinarà en el futur quants graus d'alcohol contindrà.
Hi ha diferents tipus de refractòmetres segons els usos que se'n fa. Alguns dels més emprats són:
- El refractòmetre de Helbert Smith mesura angles crítics per reflexió total interna, utilitzant un vidre semiesfèric a través del qual la llum és reflectida a partir de la superfície del mineral i dirigida cap amunt. El feix reflectit produeix una imatge al telescopi observador, on una escala graduada mesura l'angle crític. L'índex de refracció es calcula aleshores per la llei de Snell.[9]
- El refractòmetre d'Abbe s'utilitza principalment per determinar índexs de refracció de líquids. Consisteix en un parell de prismes de vidre amb una pel·lícula de líquid entre tots dos. Un telescopi fix mesura la línia de l'angle crític i una escala graduada, calibrada amb un mirall d'índex de refracció conegut, llegeix l'índex de refracció.[9]
- El refractòmetre de Leitz-Jelley s'usa per determinar l'índex de refracció de quantitats petites de líquid. Consisteix en un prisma de vidre aferrat a una platina on es col·loca el líquid. Es dirigeix un feix de llum perpendicularment al vidre que és refractat pel líquid cap a una escala graduada on es llegeix l'índex de refracció.[9]